# Démoni játékok
A Démoni játékok (eredeti cím: Demonic Toys) 1992-ben bemutatott amerikai horror-filmvígjáték, melyet David S. Goyer forgatókönyvéből Peter Manoogian rendezett. Charles Band Full Moon Features filmstúdiója gyártotta és adta ki, sok más Full Moon alkotáshoz hasonlóan kizárólag videón.
Ezt követően megjelent két crossover, 1993-ban a Dollman vs. Demonic Toys címmel, majd 2004-ben, a Puppet Master vs Demonic Toys, és a második rész, a Demonic Toys: Personal Demons, 2010-ben.
Majd 2021-ben Baby Oopsie kapott egy spin-offot (Baby Oopsie: The Feature), mely trilógiává bővült további két résszel (Baby Oopsie 2: Murder Dolls, Baby Oopsie 3: Burn Baby Burn, 2022).
2023-ban elkészült a sorozathoz a 8. film, Demonic Toys: Jack-Attack címmel.
Az Amerikai Egyesült Államokban 1992-ben kiadott film „R” besorolást kapott az erőszak, a szókimondó szöveg és a meztelenség miatt.

## Történet
Nappal aranyosak és lenyűgözőek, ám amint lenyugszik a nap, éjjel halálos démonok. Az életre kelt, kegyetlen gyilkológépek egyetlen célja az öldöklés. Egy rendőri megfigyelésen Judith Gray, a gyönyörű, ám kemény zsaru és további négy másik felnőtt csapdába esik egy játékokkal teli elhagyatott raktárban, ekkor minden gyermek rémálma halálos valósággá válik.
Ezeket a játékokat a sötétség különös démona keltette életre, amely 66 éve várt odalent. Minden játék vérszomjas: Jack-in-the-Box egyenesen a torkot veszi célba, Teddy Bear nem fél megmutatni a karmait, és ott van Babby Oopsie, aki ugyan bájos, de halálos. Ekkor azonban a rendőrök segítségére érkezik egy ételszállító fiú, Mark Wayne, hogy együttes erővel megállítsák a veszélyes játékokat.

## Szereplők
- Tracy Scoggins – Judith Gray
- Bentley Mitchum – Mark Wayne
- Daniel Cerny – "A kölyök"
- Michael Russo – Lincoln
- Barry Lynch – Hesse
- Ellen Dunning – Anne
- Pete Schrum – Charneski
- Jeff Weston – Matt Cable
- William Thorne – világos hajú fiú
- Richard Speight Jr. – Andy
- Larry Cedar – Peterson
- Jim Mercer – Dr. Michaels

Játékok szinkronhangja[forrás?]
- Linda Cook – Baby Oopsy Daisy
- Edwin Cook – Grizzly Teddy
- Tim Dornberg – Jack Attack
- Brigitte Lynn – Mr. Static

## Bemutató
Blu-ray disc-en 2014. január 28-án jelent meg a Full Moon Features forgalmazásában.
Magyarországon VHS-en, DVD-n és Blu-ray-en sem került forgalomba.

## Kritikai fogadtatás
A Rotten Tomatoes weboldalon a film 866 értékelés alapján 30%-os minősítést kapott. Az IMDb filmadatbázison 5.2 ponton állt 2018 novemberében.